# Cor (arquitectura)

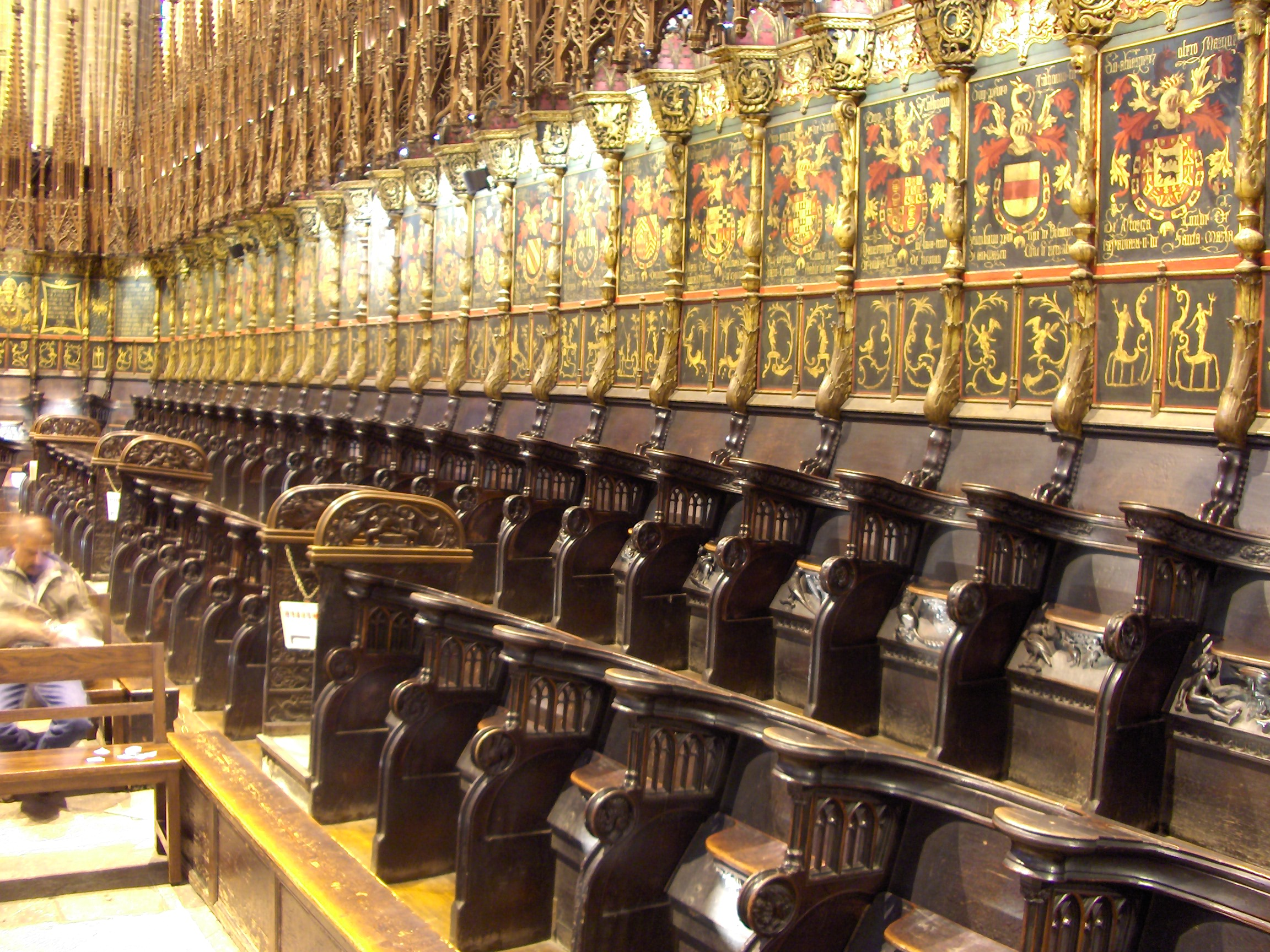
Detall del cor de la Catedral de Barcelona

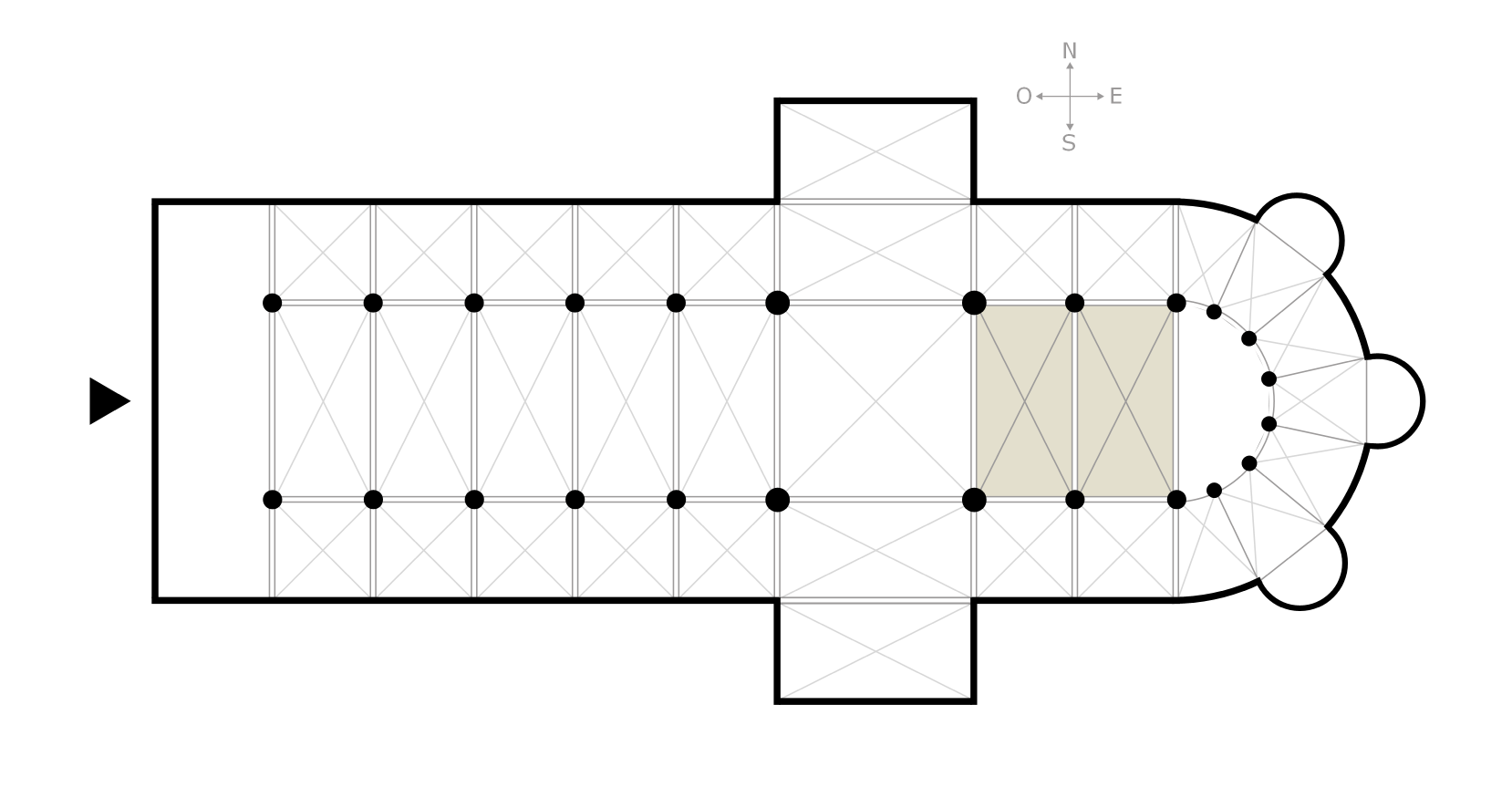
Ressaltat el cor

El cor, en arquitectura, és la part d'una església o catedral reservada a la comunitat de religiosos que hi estan adscrits i des d'on participen en la missa i els oficis divins. En les catedrals, el cor està presidit pel tron episcopal, destinat al bisbe.
A occident, el cor és situat en la part occidental de l'absis, entre la cruïlla del creuer i la part oriental de l'absis on es troba l'altar. A les esglésies abacials, és el lloc reservat als monjos.
A orient, hi ha generalment dos cors situats als braços del creuer. Al sud, el primer cor i al nord el segon cor. L'absis, tancat per la iconòstasi, es manté sempre reservat per als celebrants.
El rerecor és l'element de separació, sovint decorat, que separa el cor de la resta de la nau.